# マルガリータ・クリロ
マルガリータ・セルゲイヴナ・クリロ（ロシア語: Маргарита Сергеевна Курило、ラテン文字転写: Margarita Sergeyevna Kurilo、1993年6月21日 - ）は、ロシアの女子バレーボール選手。ポジションはアウトサイドヒッター。ロシア代表。

## 来歴

### クラブチーム
チェリャビンスク出身。2010年、Dinamo Metarに入団し3年間プレーした。2013/14シーズンはKhara Morinでプレーした。2014年5月、Omichkaに移籍し、2014/15シーズンのロシアカップで準優勝、ロシアスーパーリーグで6位となった。2015/16シーズンはProton-Saratovでプレーしていたが、途中からウラロチカ・エカテリンブルクへ移籍した。2017/18シーズンのロシアスーパーリーグでは3位となった。2018/19シーズンはYenisey Krasnoyarskと契約し、1年間プレーした。2019年5月、ロコモティブ・カリーニングラードへの移籍が発表され、2019/20シーズンのロシアスーパーリーグで準優勝した。2021年1月、産休のためシーズン途中でチームを離れることとなった。2022年6月、ディナモ・モスクワで現役復帰することが発表され、2022/23シーズンはロシアスーパーリーグ、ロシアカップで優勝を果たした。2023/24シーズンもディナモ・モスクワでプレーし、ロシアスーパーリーグ4位、ロシアカップは優勝した。2024年5月に退団が発表された。同年5月、トルコのクゼイボルへの移籍が発表された。

### 代表チーム
2019年、シニア代表に初選出され、同年のネーションズリーグでデビューした。同年の東京五輪大陸間予選、欧州選手権、ワールドカップに出場した。

## 所属クラブ
- Dinamo Metar（2010-2013年）
- Khara Morin（2013-2014年）
- Omichka（2014-2015年）
- Proton-Saratov（2015-2016年）
- ウラロチカ・エカテリンブルク（2016-2018年）
- Yenisey Krasnoyarsk（2018-2019年）
- ロコモティブ・カリーニングラード（2019-2021年）
- ディナモ・モスクワ（2022-2024年）
- クゼイボル（2024年-）